# Desmond Morton (Staatsdiener)
Sir Desmond John Falkiner Morton KCB, CMG, MC (* 13. November 1891 in London; † 31. Juli 1971 ebenda) war ein britischer Offizier, Geheimdienstler und Staatsdiener. Er hatte in der Anfangsphase des Zweiten Weltkriegs eine bedeutende Stellung als Winston Churchills Berater in Geheimdienstfragen und persönlicher Assistent.

## Leben
Morton wurde als einziges Kind des Offiziers der Royal Dragoons, Colonel Charles Falkiner Morton, und dessen Frau Edith Harriet, geborene Leather, im Haus 9 Hyde Park Gate im vornehmen Londoner Stadtteil Kensington geboren. Er wurde am Eton College und an der Royal Military Academy Woolwich ausgebildet und trat anschließend 1911 als Second Lieutenant in die Royal Field Artillery ein. Im September 1911 begann er einen Kurs an der School of Gunners in Shoeburyness und wurde 1913 zu seiner Einheit nach Sheffield versetzt, wo er im Juli 1914 zum Lieutenant befördert wurde.

### Erster Weltkrieg
Nach dem Ausbruch des Ersten Weltkriegs wurde seine Brigade am 17. August 1914 als Teil der 3rd Division der British Expeditionary Force nach Frankreich verschifft, wo Morton seine erste Kampfhandlung in der Schlacht bei Mons erlebte. Er diente an der Westfront bis zu einer schweren Verwundung 1917 und nahm an mehreren größeren Schlachten teil, wie der Zweiten Flandernschlacht 1915 und der Schlacht an der Somme 1916. Nach eigener Aussage traf er Winston Churchill, der damals die 6th Royal Scots Fusiliers befehligte, erstmals Anfang 1916. Im selben Jahr konvertierte er zum Katholizismus. Im März 1917, als er eine vorgeschobene Batterie bei Arras befehligte, traf ihn eine feindliche Maschinengewehrkugel in die Brust, die nur knapp die Hauptschlagader verfehlte und nicht herausoperiert werden konnte.
Nach einem mehrmonatigen Hospitalaufenthalt in Großbritannien kehrte er im Juli 1917 in den Dienst zurück und wurde einer von vier aides-de-camp des Oberbefehlshabers an der Westfront, Sir Douglas Haig. In dieser Stellung entwickelte er erste Kontakte zur Welt der Nachrichtendienste und wurde mit Personen wie Edward Spears, dem Verbindungsoffizier zur französischen Armee, und Philip Sassoon, dem Privatsekretär Haigs, näher bekannt. Er lernte außerdem seine späteren Vorgesetzten Mansfield Smith-Cumming und Stewart Menzies, beide zukünftige Chefs des Secret Intelligence Service (SIS bzw. MI6), kennen und traf häufig mit Churchill, der inzwischen Minister of Munitions war, zusammen. Nach dem Kriegsende blieb Morton bis April 1919 im Hauptquartier Haigs in Frankreich und begleitete den Minister auch bei dessen Visiten auf der Pariser Friedenskonferenz. Sein höchster Rang war der eines Majors.

### Zwischenkriegszeit
Im April 1919 wurde Morton in die Sektion MI1c des War Office versetzt, aus der später der MI6 hervorgehen sollte. Als Tarnung für seine Tätigkeit beim Geheimdienst erhielt er eine Anstellung beim Foreign Office. Er war in der Sektion V zuständig für anti-bolschewistische Operationen in Osteuropa und stand unter anderem in Kontakt mit Agenten wie Sidney Reilly, Alexander Orlow, Paul Dukes und Malcolm Maclaren. Er war 1924 auch an der Affäre um den sogenannten Sinowjew-Brief beteiligt. 1931 wurde seine Abteilung aufgelöst und Morton wurde zum Leiter des neugebildeten Industrial Intelligence Centre (IIC) ernannt. Dieses wurde 1934 aus dem SIS ausgegliedert. Morton blieb bis 1939 Leiter des IIC, als nach dem Beginn des Zweiten Weltkriegs das Ministry of Economic Warfare gegründet wurde. Er versorgte in dieser Zeit den politisch kaltgestellten Winston Churchill mit Informationen etwa über die deutsche Wiederaufrüstung und assistierte ihm bei dessen schriftstellerischer Tätigkeit, insbesondere dem Werk The World Crisis (er wohnte nur eine Meile von Churchills Anwesen Chartwell entfernt). Außerdem führte er eine enge Korrespondenz mit Maurice Hankey, dem Sekretär des Committee of Imperial Defence.

### Zweiter Weltkrieg
Morton arbeitete ab 1939 als Sekretär für das Ministry of Economic Warfare, bis ihn im Mai 1940 Churchill nach dessen Regierungsantritt in sein Privatbüro holte. Hier hatte er anfänglich eine bedeutende Rolle als Mittelsmann zwischen Churchill und dem Zentrum zur Entschlüsselung feindlicher Nachrichten in Bletchley Park. Er fungierte außerdem als Liaison zwischen Churchill und den in London installierten Exilregierungen der verbündeten Staaten. Morton war ein enthusiastischer Unterstützer der Idee von verdeckten Operationen im besetzten Europa, zu welchem Zweck 1940 die Special Operations Executive unter Kontrolle des Ministry of Economic Warfare gegründet wurde. Im weiteren Verlauf des Krieges verließ sich Churchill dann zunehmend auf seine militärischen Spitzenberater und die diesen zur Verfügung stehenden umfangreichen Aufklärungsapparate, wodurch Mortons Rolle vermindert wurde. Er wurde 1945 zum Knight Commander im Order of the Bath erhoben, nachdem er bereits seit 1941 Companion gewesen war. Seit 1937 war er Companion des Order of St. Michael and St. George. Nach dem Krieg erhielt er außerdem das Croix de guerre mit Palmen, das Offizierskreuz der Ehrenlegion und das Großoffizierskreuz des Ordens von Oranien-Nassau.

### Nach 1945
Von 1946 bis 1949 vertrat Morton sein Land in der Tripartite Gold Commission und der Inter-Allied Reparation Agency (IARA) in Brüssel. 1949 war er stellvertretender Leiter der Economic Survey Mission der Vereinten Nationen im Nahen Osten. Von 1950 bis zum Eintritt in den Ruhestand 1953 arbeitete er für das Ministry of Civil Aviation und für die Treasury. Im Ruhestand lebte er im Londoner Stadtteil Kew und engagierte sich für das Hospitalwesen in Hammersmith. Er starb im Sommer 1971 im Alter von 79 Jahren im Hammersmith Postgraduate Hospital.
In dem Fernsehfilm Churchill – The Gathering Storm aus dem Jahr 2002 wird Morton von Jim Broadbent verkörpert.